# Мелингхаузен
Мелингхаузен (њем. Mellinghausen) општина је у њемачкој савезној држави Доња Саксонија. Једно је од 47 општинских средишта округа Дипхолц. Према процјени из 2010. у општини је живјело 1.074 становника. Посједује регионалну шифру (AGS) 3251027.

## Географски и демографски подаци
Мелингхаузен се налази у савезној држави Доња Саксонија у округу Дипхолц. Општина се налази на надморској висини од 44 метра. Површина општине износи 24,4 km². У самом мјесту је, према процјени из 2010. године, живјело 1.074 становника. Просјечна густина становништва износи 44 становника/km².